# خانه خمیس سفلی
خانه خمیس سفلی، روستایی در دهستان سیاخ بخش سیاخ دارنگون شهرستان شیراز در استان فارس ایران است.

## جمعیت
بر پایه سرشماری عمومی نفوس و مسکن در سال ۱۳۹۵، جمعیت این روستا برابر با ۵۴۵ نفر (۱۴۶ خانوار) بوده است.